# Arthur Nikisch
Arthur Nikisch (maďarsky: Nikisch Artúr; 12. října 1855 Lébény Szentmiklós, nyní Mosonszentmiklós – 23. ledna 1922 Lipsko) byl maďarský dirigent a houslista. Po studiích na vídeňské hudební akademii působil jako houslista ve vídeňské Dvorní opeře (Hofoper), poté se začal věnovat dirigování a spolupracoval s lipskou operou (Neues Theater), Bostonským symfonickým orchestrem, Královskou operou v Budapešti a Londýnským symfonickým orchestrem. Od roku 1895 byl hudebním ředitelem orchestru lipského Gewandhausu a současně šéfdirigentem berlínských Filharmoniků. Vedle Hanse von Bülowa a Hanse Richtera byl považován za jednoho ze tří nejvýznamnějších dirigentů přelomu 19. a 20. století. Patřil k výrazným interpretům děl Antona Brucknera a Petra Iljiče Čajkovského.
Svým dirigentským uměním ovlivnil řadu budoucích dirigentů, ač nikdy institucionalizovaně neučil, mezi jeho žáky patřil například Václav Talich, Adrian Boult či Albert Coates.

## Život

### Mládí a studia
Narodil se ve vesnici Lébény Szent-Miklós nedaleko nynějších rakouských a maďarských hranic v tehdejším Rakouském císařství. Jeho otec, sám amatérský violoncellista, pocházel z moravského Nového Jičína a pracoval jako hlavní účetní u knížecího rodu Lichtenštejnů, matka pocházela z Vídně.
Vyrůstal v moravských Bučovicích, lichtenštejnské panství, kam se rodina přestěhovala za prací otce a základy hudebního vzdělání získával od věku šesti let u tamního učitele a varhaníka Františka Procházky. V sedmi letech slyšel malý Arthur hrát orchestrion předehry k operám Vilém Tell a Lazebník sevillský, jakož i fantasii z témat opery Robert ďábel a tyto byl schopen podle sluchu zapsat v klavírní sazbě.
V jedenácti letech byl přijat jako velmi talentované dítě a mezi lety 1866–1873 studoval na vídeňské konzervatoři hru na housle u Josepha Hellmesbergera a skladbu u Otto Desoffa. Od roku 1874 byl přijat jako houslista do Vídeňské filharmonie.

### Pozdější kariéra
Během svého uměleckého života byl povolán k hudebním tělesům v Budapešti, Bostonu, Londýně, ale trvale se stalo jeho hlavním působištěm Lipsko a jeho Gewandhausorchester. Roku 1878 se stal druhým dirigentem Opery v Lipsku a o rok později byl povýšen do funkce šéfdirigenta.
V letech 1889 až 1893 byl šéfdirigentem amerického orchestru Boston Symphony Orchestra. Roku 1895 se stal kromě Gewanshausorchestru také šéfdirigentem Berlínských filharmoniků a na této pozici zůstal až do své smrti. Zemřel v Lipsku ve věku 66 let.
Na jeho počest byla v roce 2015 slavnostně přejmenována Základní umělecká škola v Bučovicích na Základní uměleckou školu Arthura Nikische.

### Rodinný život
Roku 1885 se v Bučovicích oženil s operní pěvkyní Amelií Heussner; jejich syn Mitja Nikisch později působil jako klavírista.

## Skladby
Během svého studia na vídeňské konzervatoři, kde mj. studoval u Otto Desoffa skladbu, napsal Nikisch například Symfonii d moll, jejíž první větu dirigoval při končení studií, Sonátu pro housle a klavír, Smyčcový kvintet a kantátu Christnacht pro sóla, sbor a orchestr.